# 長谷川新
長谷川 新 (はせがわ あらた、1988年 - ) は、日本のインディペンデントキュレーター。別名、ろばと。
国立民族学博物館共同研究員。日本写真芸術専門学校講師。日本建築学会書評委員。PARADISE AIRゲストキュレーター。スタジオ四半世紀。

## 経歴
京都大学総合人間学部卒業。専攻は文化人類学。

## 企画
- 「ハルトシュラ mental sketch modified -Jimin Chun/川村元紀-」(2013年)
- 「荒木みどりM←→mヨシダミノル」(2013年)[2]
- 「北加賀屋クロッシング2013 MOBILIS IN MOBILI-交錯する現在-」展（2013年 - 2014年）出展作家：川村元紀、武田雄介、二艘木洋行、百頭たけし、百瀬文[3]

- 「無人島にて―「80年代」の彫刻/立体/インスタレーション」(2014年)出展作家は上前智祐、笹岡敬、椎原保、殿敷侃、福岡道雄、宮﨑豊治、八木正[4]
- 「Director’s Eye #3 OBJECTS IN MIRROR ARE CLOSER THAN THEY APPEAR」(2015年)
- 「doubles01すくなくともいまは、目の前の街が利用するためにある」(2015年、共同キュレーター)
- 「椎原保＋谷中佑輔 躱(かわ)す」（2015年）
- 「パレ・ド・キョート/現実のたてる音」(2015年)出品作家は荒木悠、大城真、大和田俊、小西紀行、田中功起、多和圭三、風能奈々、百瀬文[5]
- 「クロニクル、クロニクル!」(2016-2017年)荒木悠、伊東孝志、大森達郎、荻原一青、川村元紀、清水九兵衛、斎藤義重、笹岡敬、清水凱子、ジャン＝ピェール・ダルナ、鈴木崇、遠藤薫、田代睦三、谷中佑輔、牧田愛、三島喜美代（英語版）、持塚三樹、吉原治良、リュミエール兄弟が参加。[6]
- 「不純物と免疫」（2017-2018年）参加作家は大和田俊、佐々木健、谷中佑輔、仲本拡史、百頭たけし、迎英里子[7]
- 「STAYTUNE/D」（2019年） aokid / 池ノ内篤人 / 大和田俊 / 里見宗次 / 曽根裕 / 八幡亜樹が参加。
- 「グランリバース」（2019年-）
- 「約束の凝集」(2020–2021年)
  - vol. 1 曽根裕：2020年8月29日（土）〜 11月14日（土）
  - vol. 2 永田康祐：2020年11月27日（金）〜 2021年3月5日（金）（冬季休廊：12/20-1/8）
  - vol. 3 黑田菜月：2021年3月16日（火）〜 6月5日（土）
  - vol. 4 荒木悠：2021年6月18日（金）〜 9月22日（水）(夏季休廊：8/1-8/23)
  - vol. 5 高橋大輔：2021年10月2日（土）〜 12月18日（土）[8]
- 「熟睡、札幌編 / 東京編」（2021-22）
- 「Gert Robijns: RESET MOBILE- Crash Landing on Akita」（2022）
- 「SUM_MER_2022」（2022）
- 「SPRING_2023」（2023）
- 「SEASON 2」（2023）
- 「調味料がシーズン」（仮）（2023）
- 「ダンスとレボリューション（序）」（仮）（2023）
- 「西澤諭志 個展「１日外出券」」（2025）